# Tsilma
La Tsilma (russe : Цильма) est une rivière russe d'une longueur de 374 km qui coule dans la République des Komis. Elle est un affluent de la Petchora.

## Source de la traduction
- (de) Cet article est partiellement ou en totalité issu de l’article de Wikipédia en allemand intitulé « Zilma » (voir la liste des auteurs).